# Thác Xói Voi
Thác Xói Voi là thác nước trên suối Hỷ ở vùng đất xã Nhôn Mai huyện Tương Dương tỉnh Nghệ An, Việt Nam.
Thác được gọi tên theo tên bản Xói Voi. Theo Báo Nghệ An thì thác có tên khác là "thác Nha Vang", theo tiếng Thái có nghĩa là "Đừng buông tay".

## Vị trí
Thác Xói Voi ở xã Nhôn Mai, nhưng đường đến thác thuận lợi hơn cả từ Vinh là theo quốc lộ 48A đến trung tâm hành chính xã Tri Lễ huyện Quế Phong. 19°35′29″B 104°41′27″Đ / 19,591403°B 104,690755°Đ
Từ đó đi theo Đường tỉnh 543 về hướng tây cỡ 12 km. Tại điểm tập kết đi xuống thác chừng 50 mét và được xây bậc đá rất thuận lợi.
Nếu đã tập kết ở trung tâm hành chính xã Nhôn Mai 19°32′53″B 104°30′00″Đ / 19,548109°B 104,500021°Đ thì đi hướng đông bắc cỡ 13 km theo đường mở dọc suối Hỷ.